# جمهورية إستونيا الاشتراكية السوفيتية
الجمهورية الإستونية الاشتراكية السوفيتية (إس إس آر الإستونية أو إي إس إس آر) (بالإستونية: Eesti Nõukogude Sotsialistlik Vabariik ENSV)، (وبالروسية: Эстонская Советская  Социалистическая Республика ЭССР, Estonskaja Sovětskaja Socialističeskaja Respublika ESSR) هي جمهورية من جمهوريات الاتحاد السوفيتي. أُسست إي إس إس آر في البداية على أراضي جمهورية إستونيا في 21 يوليو 1940، بعد غزو القوات السوفيتية في 17 يونيو 1940، وإنشاء حكومة شيوعية غير شرعية مدعومة من الاتحاد السوفيتي، والتي أعلنت إستونيا دائرة انتخابية سوفيتية. دُمجت لاحقًا إس إس آر الإستونية في الاتحاد السوفيتي كجمهورية سوفيتية في 6 أغسطس 1940. احتلت ألمانيا النازية المنطقة من عام 1941 إلى عام 1944 وجعلتها جزء من مفوضية الرايخ أوستلاند.    
لم تعترف معظم البلدان بدمج إستونيا بحكم القانون واعترفت فقط بحكومتها السوفيتية بحكم الأمر الواقع أو لم تعترف بها على الإطلاق. استمرت العديد من البلدان بالاعتراف بالدبلوماسيين والقناصل الإستونيين الذين ما زالوا يعملون باسم حكومتهم السابقة. أدت سياسة عدم الاعتراف هذه إلى ظهور مبدأ الاستمرارية القانونية، الذي اعتبر أن إستونيا بحكم القانون ظلت دولة مستقلة تحت الاحتلال طوال الفترة 1940-1991.
في 16 نوفمبر 1988، أصبحت جمهورية إستونيا الاشتراكية السوفيتية أول جمهورية داخل مجال النفوذ السوفيتي تعلن سيادتها كدولة منفصلة عن موسكو. في 30 مارس 1990، أعلنت جمهورية إستونيا الاشتراكية السوفيتية أن إستونيا محتلة منذ عام 1940 وأعلنت فترة انتقالية لاستقلال البلاد الكامل. أُعيد تسمية جمهورية إستونيا الاشتراكية السوفيتية لتصبح جمهورية إستونيا في 8 مايو 1990. أعيد استقلال جمهورية إستونيا في 20 أغسطس خلال محاولة الانقلاب السوفيتي عام 1991 في العام التالي واعترف الاتحاد السوفيتي نفسه باستقلال إستونيا في 6 سبتمبر 1991.

## نبذة تاريخية
كجزء من اتفاق مولوتوف-ريبنتروب (الاتفاق الألماني السوفيتي)، أصبحت إستونيا ضمن حيز اهتمام السوفيت. بدأ تاريخ استونيا السوفيتية رسميًا بإنشاء جمهورية إستونيا الاشتراكية السوفيتية في عام 1941.

### اتفاق مولوتوف-ريبنتروب
اعتبر البروتوكول الإضافي السري لمعاهدة عدم الاعتداء بين ألمانيا والاتحاد السوفيتي الموقعة في 23 أغسطس 1939، جمهورية إستونيا ضمن مجال النفوذ السوفيتي. في 24 سبتمبر 1939، ظهرت السفن الحربية التابعة للبحرية السوفيتية قبالة الموانئ الإستونية وبدأت القاذفات السوفيتية بالقيام بدوريات في المنطقة المحيطة بتالين. طالبت موسكو إستونيا بالسماح للاتحاد السوفيتي بإنشاء قواعد عسكرية سوفيتية ونشر 25000 جندي على الأراضي الإستونية طوال فترة الحرب الأوروبية. قبلت حكومة إستونيا الإنذار النهائي، ووقعت بالمقابل اتفاقية المساعدة المتبادلة في 28 سبتمبر 1939.
في 12 يونيو 1940، وفقًا لمدير أرشيف الدولة الروسية للإدارة البحرية بافيل بتروف (سي. فيل)، أُعطي أمر الحصار العسكري الكامل لإستونيا للأسطول البلطيقي السوفيتي. في 14 يونيو، بدأ الحصار العسكري السوفيتي لإستونيا حيز التنفيذ بينما تركز اهتمام العالم على وقوع باريس في يد ألمانيا النازية. أسقطت اثنان من القاذفات السوفيتية طائرة ركاب فنلندية «كاليفا» كانت في طريقها من تالين إلى هلسنكي حاملةً ثلاث حقائب دبلوماسية من المفوضية الأمريكية في تالين وريغا وهلسنكي. في 16 يونيو، داهمت قوات المفوضية الشعبية للشؤون الداخلية السوفيتية (إن كيه في دي) المواقع الحدودية في إستونيا (إلى جانب ليتوانيا ولاتفيا). ادعى الزعيم السوفيتي جوزيف ستالين أن معاهدات المساعدة المتبادلة لعام 1939 قد انتهكت، وأعطى إنذارًا لمدة ست ساعات لتشكيل الحكومات الجديدة في كل دولة، بما في ذلك تقديم الكرملين قوائم بالأشخاص الذين يشغلون المناصب الوزارية. قررت الحكومة الإستونية، وفقًا لميثاق كيلوغ برييان، بعدم الرد على الإنذارات السوفيتية بالوسائل العسكرية. وبالنظر إلى القوة السوفيتية الساحقة على الحدود وداخل البلاد، أُعطي الأمر بعدم المقاومة لتجنب إراقة الدماء والحرب المفتوحة.
في 17 يونيو، خرج الجيش الأحمر من قواعده العسكرية في إستونيا، وبمساعدة 90.000 جندي سوفيتي إضافي، سيطر على البلاد، واحتل أراضي جمهورية إستونيا، ونظم ودعم المظاهرات الشيوعية في جميع أنحاء البلاد. استسلمت معظم القوات المسلحة الإستونية وعصبة الدفاع الإستونية وفقًا للأوامر وجُردت من أسلحتها من قبل الجيش الأحمر. فقط كتيبة الإشارة المستقلة الإستونية المتمركزة في شارع راوا في تالين أبدت مقاومة. أحضر الجيش الأحمر تعزيزات إضافية مدعومة بست مركبات قتال مدرعة، واستمرت المعركة عدة ساعات حتى غروب الشمس. وقُتل شخص واحد، وجُرح العديد من الجانب الإستوني وحوالي 10 قتلى وأكثر من الجرحى على الجانب السوفيتي. وأخيرًا انتهت المقاومة العسكرية بالمفاوضات واستسلمت كتيبة الإشارة المستقلة وجُردت من أسلحتها.
بحلول 18 يونيو، كانت العمليات العسكرية لاحتلال دول البلطيق قد اكتملت. بعد ذلك، أُزيلت إدارات الدولة واستبدلت بالكوادر السوفيتية، تلاها القمع الجماعي. ذكرت مجلة التايم في 24 يونيو أن «نصف مليون رجل ودبابات لا تحصى» للجيش الأحمر السوفيتي «تحركوا لحماية الحدود [الروسية] ضد غزو ألمانيا» قبل أسبوع واحد من سقوط فرنسا.
في 21 يونيو 1940، اكتمل الاحتلال السوفيتي على جمهورية إستونيا. في ذلك اليوم، ضُغط على الرئيس قسطنطين باتس (الذي رُحل إلى أوفا في 30 يوليو واعتقل لاحقًا) لتأكيد حكومة أندريه جدانوف المعينة من حكومة يوهانس فاريس، بعد وصول المتظاهرين برفقة قوات الجيش الأحمر بمركبات مدرعة إلى القصر الرئاسي. استبدل علم استونيا بعلم أحمر على برج بيك هيرمان.
في 14-15 يوليو، أجريت انتخابات برلمانية مزورة واستثنائية ومن قبل حزب برلماني واحد، إذ عرض على الناخبين قائمة واحدة من المرشحين المؤيدين للشيوعية. كان هدف سلطات الاحتلال هو زيادة الإقبال لإضفاء الشرعية على النظام الجديد، والذي تضمن ختمهم لجوازات السفر في مرافق التصويت لتحديد هوية من اقترع ومن لم يقترع في المستقبل، إلى جانب تهديد نُشر في الجريدة الشيوعية الأساسية راخفا هال (صوت الشعب)، بأنه «سيكون من غير الحكمة للغاية التنصل من الانتخابات ... فقط أعداء الشعب يبقون في منازلهم يوم الانتخابات». كل اقتراع لم يحمل سوى اسم المرشح المعين من الاتحاد السوفيتي، والطريقة الوحيدة للمعارضة هي شطب الاسم من على بطاقة الاقتراع. وبحسب نتائج الانتخابات الرسمية، فقد فاز الاتحاد الشيوعي لكتلة العمال الاستونية بنسبة 92.8% من الأصوات مع حضور 84.1% من السكان الانتخابات. ذكرت مجلة تايم أنه بعد الانتخابات، أُنشئت المحاكم للحكم على «خونة الشعب» ومعاقبتهم، والتي تضمنت معارضي السوفيت وأولئك الذين لم يصوتوا للانضمام إلى الاتحاد السوفيتي. وقد اعتبرت هذه الانتخابات غير قانونية لأن قانون الانتخابات المعدل، إلى جانب مئات القوانين الأخرى التي أقرتها حكومة فاريس، ولم يوافق عليها من قبل مجلس الشيوخ في البرلمان، كما هو مطلوب في الدستور الإستوني. حُل مجلس الشيوخ بعد فترة وجيزة من الاحتلال السوفيتي ولم يجتمع مرة أخرى.